# Nigerian Railway Corporation
 (octobre 2015).
Si vous disposez d'ouvrages ou d'articles de référence ou si vous connaissez des sites web de qualité traitant du thème abordé ici, merci de compléter l'article en donnant les références utiles à sa vérifiabilité et en les liant à la section « Notes et références ».

## Histoire

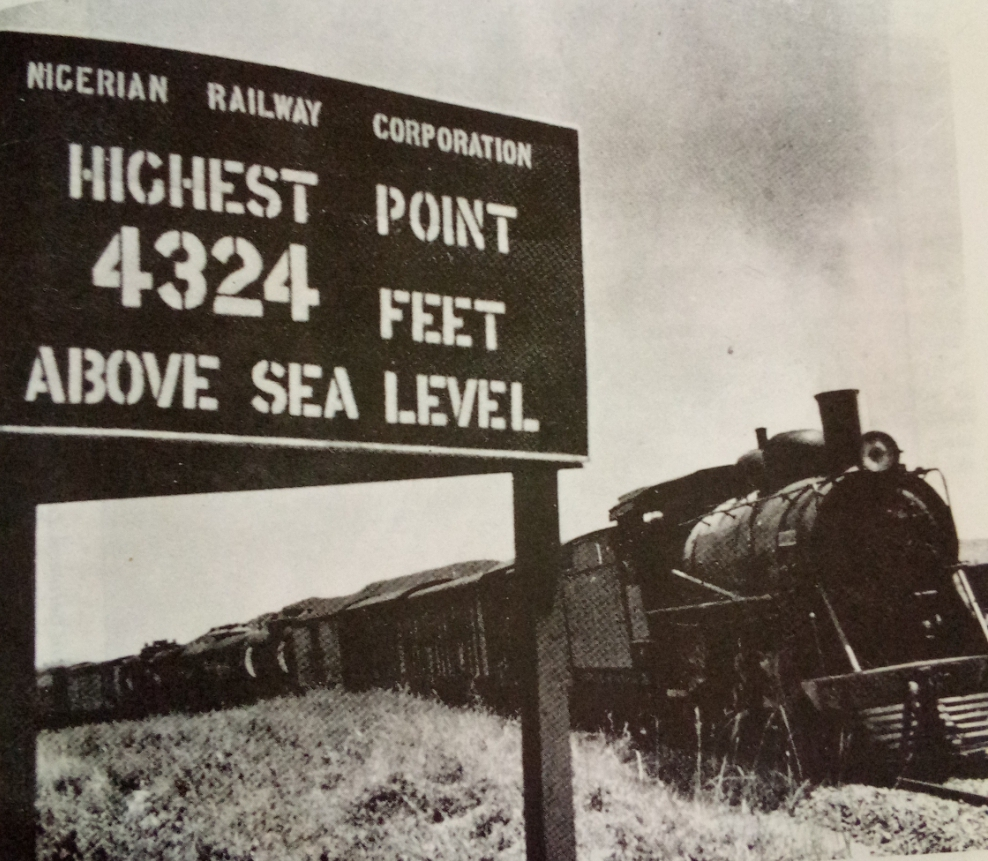
Panneau d'affichage du chemin de fer nigérian après son invention

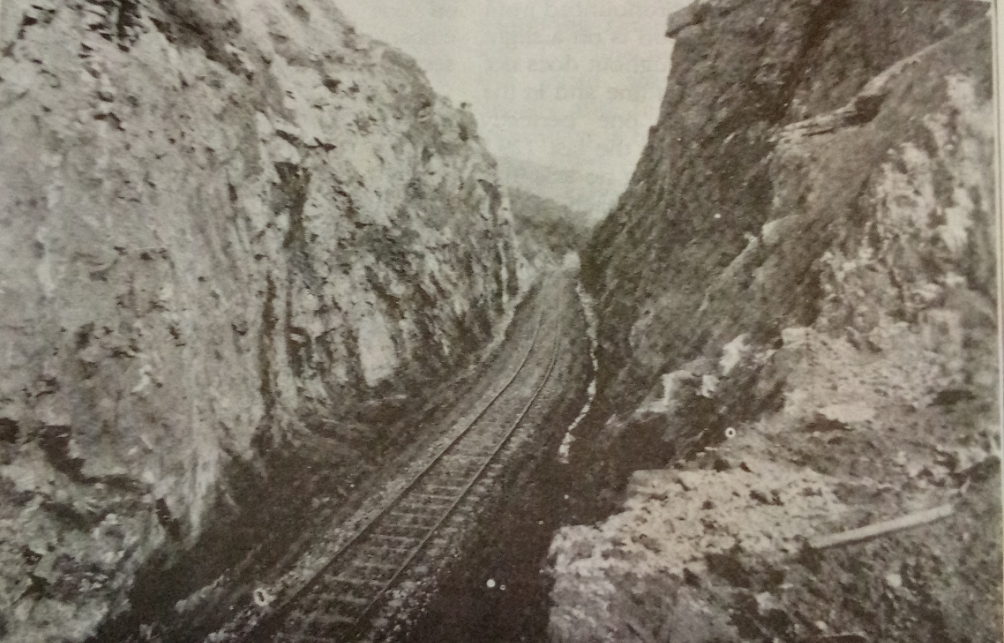
Le chemin de fer traverse des vallées

La NRC a été fondée en 1898 sous le nom de Government Department of Railways. Elle a reçu son nom actuel en 1955. Le manque d'entretien de l'infrastructure et du matériel roulant ainsi qu'un nombre élevé d'employés ont entraîné des pertes importantes qui n'ont pas été prises en charge par l'Etat. En 2005, après diverses réorganisations, la NRC a réduit le service passagers à quatre départs par semaine depuis Lagos et depuis Port Harcourt. Deux des quatre trains au départ de chacune des deux villes vont à Kano, un à Jos et un à Maiduguri. Un service régional est assuré entre Lagos et Ifaw sur une distance de 48 kilomètres. Ce service est assuré sur commande de la ville de Lagos.
Mazi Jetson Mwakwo, alors directeur de la NRC, a déploré en 2008 que le système ferroviaire au Nigeria souffre d'un manque de soutien politique. Alors que la NRC comptait 45.000 employés entre 1954 et 1975, elle n'en employait que 6.516 en 2008 Mwakwo a souligné qu'aucun nouveau wagon n'avait été acheté depuis 1993 et que du matériel roulant vieux de 60 ans était parfois en service. L'infrastructure permet des vitesses allant jusqu'à 35 km/h.
Les premières années de la gestion des NRC sont marquées par une récession du réseau, puisque la ligne secondaire dite de Bauchi, en voie de 762 mm., est fermée à tout trafic le 30 septembre 1957.
Par contre, une nouvelle ligne en voie de 1 067 mm. dite du Bornou est construite et inaugurée au début des années 1960 :
| Date             | Section         | Longueur  |
| 16 octobre 1961  | Kuru-Bauchi     | 171,2 km. |
| 11 avril 1963    | Bauchi-Gombe    | 164,8 km. |
| 30 novembre 1964 | Gombe-Maiduguri | 300,8 km. |

### De graves difficultés
Durant les 20 dernières années, la NRC s'est trouvée plusieurs fois au bord de la faillite. L'absence de maintenance des infrastructures et du matériel, conjuguée à un personnel pléthorique, ont fini par provoquer des déficits colossaux pas toujours couverts par l'État.
En 2005, après de multiples restructurations, les services voyageurs ont été réduits à quatre départs hebdomadaires de Lagos, dont deux vers Kano, un vers Jos, et un vers Maiduguri. Le système est identique au départ de Port Harcourt.
En semaine, un service de banlieue fonctionne également entre Lagos et Ifaw

### Voie normale et privatisation
Dans les années 1990, une nouvelle ligne en voie normale dite du Central railway voit le jour très lentement. Elle a pour vocation d'approvisionner et d'écouler la production sidérurgique nationale. La ligne principale relie Oturkpo aux aciéries d'Ajaokuta (217 km) et comprend un embranchement entre ces aciéries et les mines d'Itakp (51,2 km). D'autres lignes sont alors prévues entre Ajaokuta et Abuja d'une part, le port de Warri d'autre part, et de Port Harcourt à Makurdi (463 km).
Dans le cadre de la privatisation programmée du NRC, ce réseau en voie normale est concédé pour une durée de 20 ans, début 2007, à la société indienne GINL. La ligne principale a alors atteint Aladja et l'ensemble représente une longueur de 327 kilomètres.
Courant 2006, le gouvernement avance également l'idée de reconstruire tout le réseau en voie de 1,067 m. à l'écartement normal. Jusqu'ici, cela n'a débouché sur rien de concret.

### Chiffres d'affaires records
Au premier semestre 2021, la NRC a enregistré des revenus records de 2,12 milliards de nairas (environ 4,664 millions d'euros), soit une hausse de 31 % par rapport à la même période en 2019, qui avait enregistré le chiffre d'affaires record précédent. Les revenus du transport de marchandises ont diminué, les gains proviennent principalement du transport de passagers entre Lagos et Ibadan sur la nouvelle voie normale,,,,,,.

### Un attentat sans gravité, des conducteurs de train courageux
Le 20 octobre 2021, un attentat s'est produit sur la ligne à voie normale Abuja-Kaduna. Grâce au courage des deux conducteurs de locomotive, personne n'a été blessé, mais les dégâts matériels ont été considérables. La liaison Kaduna-Abuja a ainsi été interrompue pendant 6 jours. La NRC soupçonne des "bandits" d'être à l'origine de l'attentat, d'autres sources parlent de "terrorisme",.

## Lignes

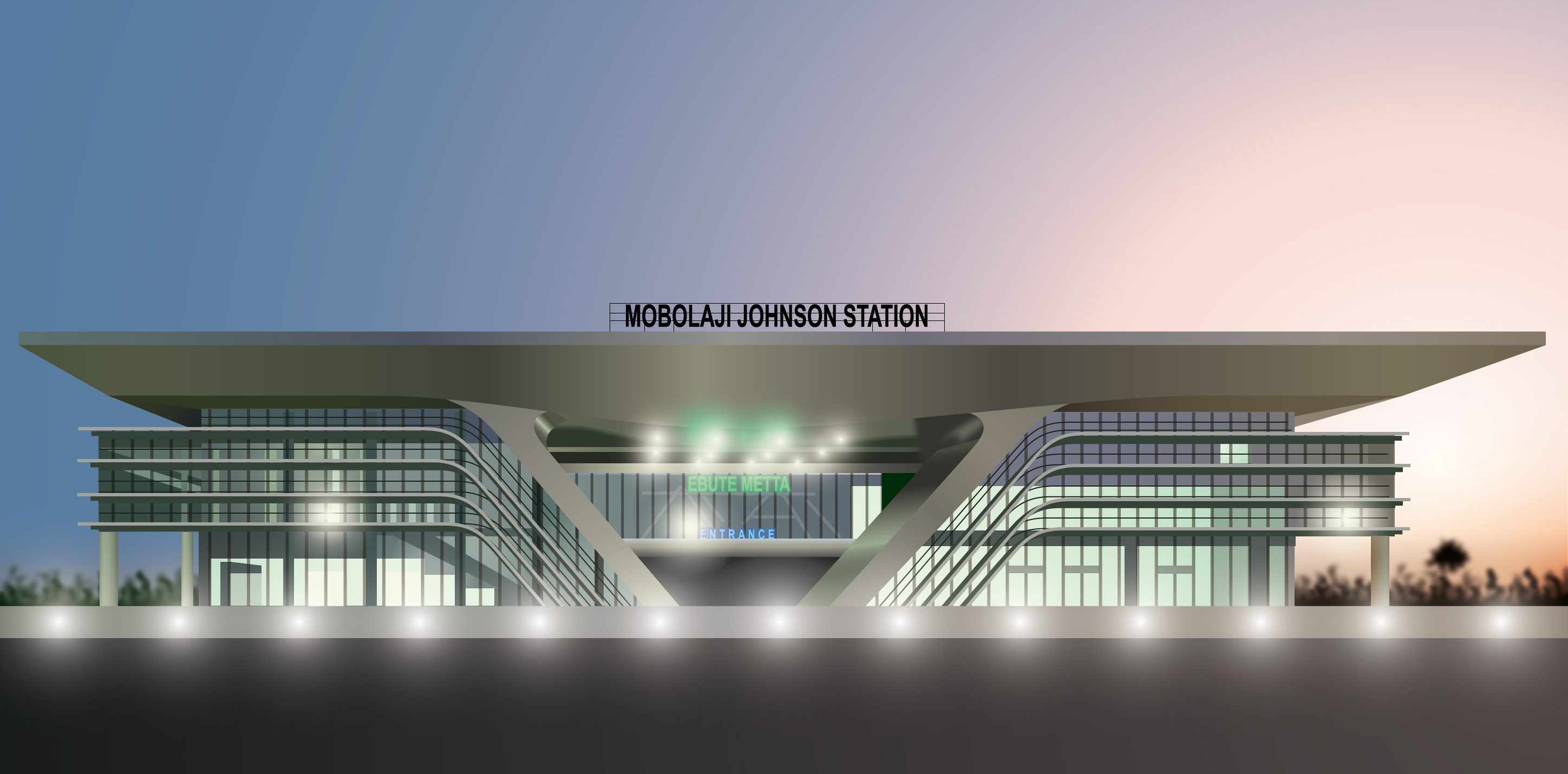
Gare ferroviaire principale de Lagos à Ebute Metta

### Généralités
Aucune ligne de la NRC n'est électrifiée. 157 kilomètres sont à double voie. Ceux-ci sont situés entre Lagos et Ibadan. Les voies ferrées sont généralement construites avec des rails d'un poids au mètre de 29,8 kg, 34,7 kg ou 39,7 kg. Au total, le réseau de la NRC compte près de 4.000 kilomètres de longueur. Le gouvernement envisage de convertir le réseau existant de la voie du Cap à la voie normale.

### Voie du Cap
La Nigerian Railway Corporation exploite un réseau de 3.505 kilomètres de lignes en écartement du Cap composé des lignes suivantes :
- Lagos-Agege-Ifaw-Ibadan-Ilorin-Minna-Kaduna-Zaria-Kano, 1126 kilomètres.
- Ifaw-Ilaro, 20 kilomètres
- Minna-Baro, 155 kilomètres
- Zaria-Kaura Namoda, 245 kilomètres
- Kano-Nguru
- Kaduna-Kafanchan-Kuru-Bauchi-Maiduguri, 885 kilomètres
- Kuru-Jos, 55 kilomètres
- Kafanchan-Makurdi-Enugu-Port Harcourt, 737 kilomètres

La Eastern Rail Line, longue de 1 443 km, reliant Port Harcourt à Maiduguri, est en construction depuis le 9 mars 2021. Les mesures de construction comprennent la rénovation ou la reconstruction de lignes existantes. Ce projet comprend également de nouvelles lignes secondaires vers Owerri et Damaturu, ce qui porte la longueur totale à 2 044 km. L'achèvement est prévu pour 2024,.
Les fonds pour la ligne ferroviaire Lagos-Calabar le long de la côte nigériane, qui doit être construite sous direction chinoise, ont certes été débloqués début 2021, mais le début des travaux semble être reporté à une date postérieure aux élections législatives nigérianes de 2023.
La ligne vers Gusau est fermée depuis 2002 à la suite de l'effondrement d'un pont.
Le réseau de la NRC n'est pas encore relié au réseau ferroviaire des pays voisins. Cependant, en février 2021, avec une mise en service prévue en 2023, un projet de construction d'une nouvelle ligne de chemin de fer a été lancé sous la direction de la société portugaise Mota-Engil. SGPS SA, la construction d'une liaison à voie captive de Kano à Maradi, la deuxième plus grande liste des villes du Niger|ville du Niger, qui sera l'une des premières lignes ferroviaires du Niger.

### Voie normale
Un réseau à voie normale se développe à l'intérieur du pays.
La plus ancienne ligne à voie normale est celle qui reliait Otukpo à l'aciérie Ajaokuta, longue à l'origine de 217 kilomètres. Une ancienne ligne à voie normale de 51,5 kilomètres de long était exploitée entre les mines Itakpe et l'aciérie d'Ajaokuta. Le 29 septembre 2020, une extension, le Warri-Itakpe Railway, a été officiellement inaugurée par le président Muhammadu Buhari lors d'une cérémonie virtuelle. En 2018, des employés de China Civil Engineering Construction travaillant sur ce projet avaient été attaqués à deux reprises par des "bandits". Des trains de passagers circulent sur la ligne à voie normale depuis octobre 2020 et les trains de fret depuis avril 2021. Il existe également des projets d'extension : d'Ajaokuta à Abuja. La ligne aurait ainsi une longueur de 500 kilomètres. Une autre ligne prévue va de Port Harcourt à Makurdi sur une longueur de 463 kilomètres.
En février 2011, la construction de la ligne Abuja-Kaduna a été lancée par la société de construction chinoise CCECC, dont l'inauguration a finalement eu lieu le 26 juillet 2016. Le coût total s'est élevé à 870 millions de dollars américains. Pour parcourir les 186,5 kilomètres de la ligne, qui commence à Idu à 20 kilomètres à l'ouest du centre d'Abuja, les trains rapides, dont la vitesse maximale est de 100 km/h, ont besoin de deux heures de trajet. En août 2020, la NRC a annoncé qu'environ 50 % des recettes de l'ensemble de son réseau ferroviaire (environ 4 000 km) étaient générées par la ligne à voie normale Abuja-Kaduna (186 km),. Si les Nigérians aiment prendre le train entre la capitale Abuja et la ville la plus proche, Kaduna, c'est aussi pour des raisons très sérieuses. L'"autoroute" entre les deux villes est en effet la cible permanente des bandits de grand chemin. Pour les habitants des deux villes, un voyage en train est donc une alternative plus sûre à la voiture. En 2019, un voyageur en train déclare : "J'ai été enlevé et maintenant je ne voyage plus qu'en train !" Des célébrités sont également concernées : Le 20 novembre 2021 encore, le candidat au poste de gouverneur de l'État de Zamfara, Sagir Hamidu, est mort dans une attaque sur ladite voie express Abuja-Kaduna. Agatha Ameh, qui voyage en train, estime que "certaines personnes continuent de voyager par la route parce que c'est moins cher. Je préfère le service ferroviaire tous les jours et à tout moment. Il est plus sûr, plus simple et même plus rapide". Elle loue particulièrement la plateforme de billetterie électronique de la ligne Abuja-Kaduna.
La ligne à double voie Lagos-Ibadan a été construite par la CCECC depuis mars 2017 et inaugurée le 10 juin 2021 dans la nouvelle gare centrale de Lagos. Elle est longue de 157 km et passe par Abeokuta. Il s'agit de la première ligne à double voie à écartement normal d'Afrique de l'Ouest. Un trajet Lagos-Ibadan dure deux heures et demie, soit deux fois moins que le trajet correspondant en voiture. Tous les compartiments (classe standard, classe affaires et première classe) sont climatisés et équipés de trois écrans de rétroprojection. Les places près des fenêtres sont équipées de prises électriques et de stations de recharge USB. Les critiques portent sur le fait que les billets ne sont pas disponibles en ligne et uniquement contre paiement en espèces, ainsi que sur le fait qu'il n'y a que deux trajets par jour dans les deux directions. La ponctualité et la propreté des trains sont louées. Les voies de chemin de fer du Cap qui existent toujours doivent être utilisées par la "ligne rouge" du RER de Lagos en construction, le Lagos Light Rail.
Des bâtiments de gare modernes ont été construits le long de toutes les nouvelles lignes à voie normale. La nouvelle gare centrale de Lagos, Mobolaji Johnson, offre par exemple des salles d'attente climatisées, un accès aux voies pour les personnes handicapées, des panneaux d'affichage des heures de départ semblables à ceux d'un aéroport, des toilettes propres, un personnel qualifié pour les urgences médicales, etc.

### Voie étroite
Depuis 1912, une ligne de chemin de fer avec un écartement de 762 mm et une longueur de 194 kilomètres était exploitée entre Zaria et Jos. Cette ligne a été fermée et démantelée en 1957.

## Le matériel
- Locomotives à vapeur

Plusieurs années après sa création, le NRC a continué à utiliser l'important parc de locomotives à vapeur hérité du NGR. En 1975, il en restait moins de 100 en service. Les dernières sont réformées en 1982/83.
- Locomotives diesel

Le Nigeria commence timidement à diéseliser son parc en 1955. L'opération prend ensuite de l'ampleur dans les années 1960, ce qui peut sembler logique dans un pays disposant d'abondantes ressources en pétrole.
Détail du parc :
| Type       | Classe | N° NRC      | Constructeur     | Type usine | N° usine             | Année | Puissance | Notes |
| 030 DH     | 901    | 901 à 904   | Mak              | 400 C      | 400025 à 400028      | 1958  | 400 ch.   |       |
| 030 DH     | 901    | 905 à 910   | Mak              | 400 C      | 400030 à 400035      | 1960  | 400 ch.   |       |
| 030 DE     | 921    | 921 à 942   | Brush            | ?          | 728 à 749            | 1972  | 364 ch.   |       |
| 030 DE     | 951    | 951 à 970   | Brush            | ?          | 780 à 799            | 1976  | 364 ch.   |       |
| BB DE      | 1001   | 1001 à 1010 | English Electric | ?          | ?                    | 1955  | 750 ch.   |       |
| A1A-A1A DE | 1101   | 1101 à 1118 | General Motors   | G 12       | 24682 à 24699        | 1958  | 1425 ch.  |       |
| A1A-A1A DE | 1101   | 1119 à 1125 | General Motors   | G 12       | 24722 à 24729        | 1958  | 1425 ch.  |       |
| CC DE      | 1126   | 1126 à 1155 | General Motors   | GL 22 CU   | ?                    | 1977  | ?         |       |
| BB DH      | 1201   | 1201 à 1208 | Mak              | G 1200 CC  | 1000046 à 1000053    | 1960  | 1170 ch.  |       |
| CC DE      | 1401   | 1401 à 1427 | AEI              | ?          | ?                    | 1965  | 1400 ch.  |       |
| CC DE      | 1401   | 1428 à 1429 | AEI              | ?          | ?                    | 1966  | 1400 ch.  |       |
| 1CC1 DE    | 1601   | 1601 à 1612 | Hitachi          | ?          | ?                    | 1972  | 1500 ch.  |       |
| CC DE      | 1701   | 1701 à 1754 | Bombardier       | MX 615     | M 6056.1 à M 6056.54 | 1972  | ?         |       |
| CC DE      | 1801   | 1801 à 1806 | General Electric | U 22 C     | 39971 à 39976        | 1975  | 2335 ch.  |       |

- Le matériel remorqué :